# Massimo Valeri
Massimo Valeri (Roma, 13 marzo 1972) è un ex tennista italiano.

## Carriera
In carriera ha vinto il Messina Challenger 1991 e raggiunto una finale di doppio all'ATP Bologna Outdoor del 1998, in coppia con Giorgio Galimberti. In singolare è stato in due occasioni finalista agli Assoluti, nel 1992 e nel 1996, sconfitto rispettivamente da Massimo Cierro per 4-6, 6-1, 4-6, 6-2, 6-4, e da Diego Nargiso col punteggio di 4-6, 6-3, 6-4.

## Statistiche

### Doppio

#### Finali perse (1)
| Numero | Anno           | Torneo                       | Superficie  | Compagno           | Avversari in finale       | Punteggio |
| 1.     | 14 giugno 1998 | ATP Bologna Outdoor, Bologna | Terra rossa | Giorgio Galimberti | Brandon Coupe Paul Rosner | 6-7, 3-6  |